# 秋田ロケット実験場

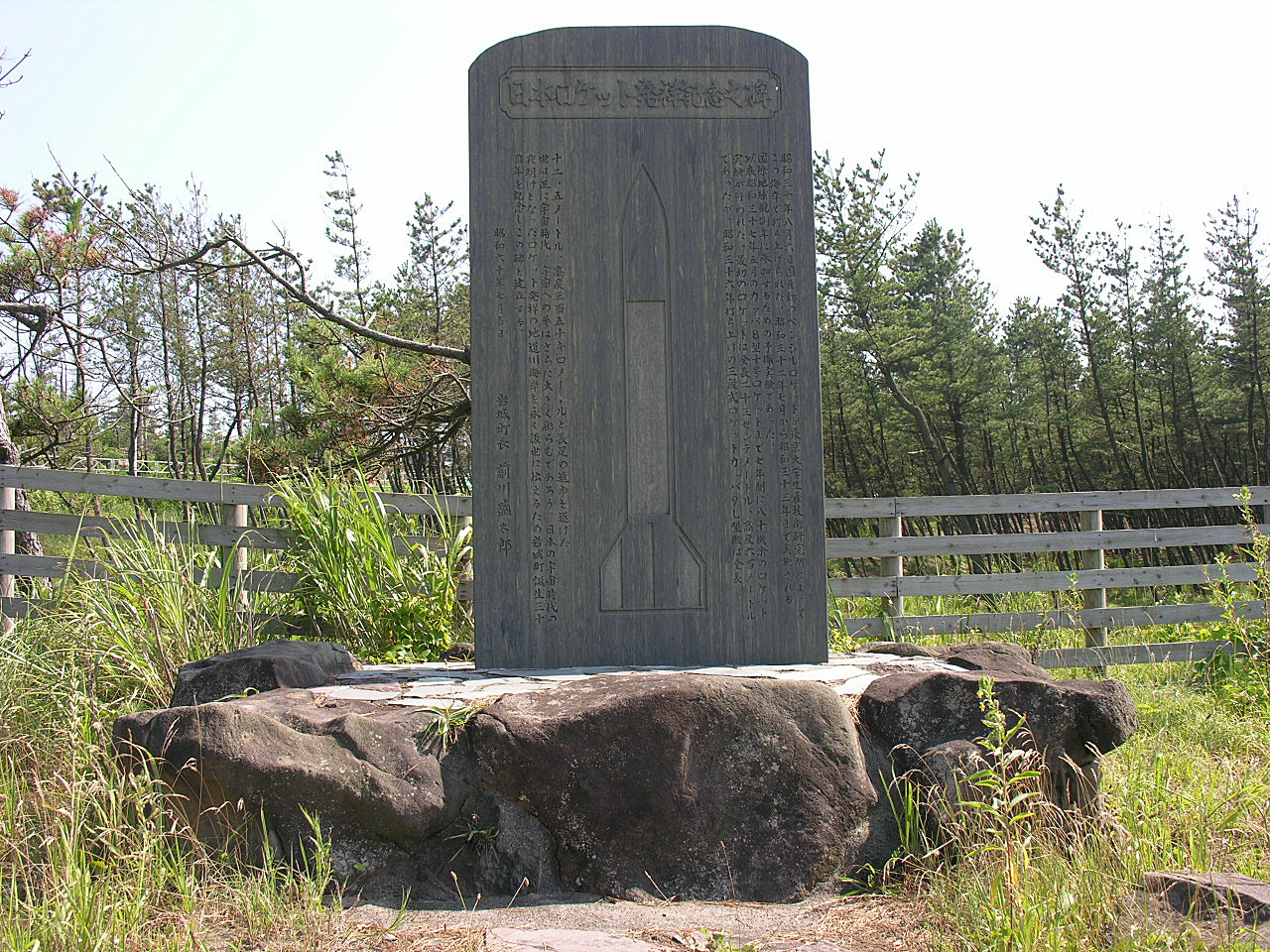
日本ロケット発祥記念之碑（秋田県道川海岸）

秋田ロケット実験場（あきたロケットじっけんじょう、Akita Rocket Range、略称ARR）は、秋田県由利郡岩城町（現・由利本荘市）の道川海岸にあった、東京大学生産技術研究所のロケット発射実験施設である。所在地から単に道川と呼称されることもある。

## ペンシルロケット打ち上げ

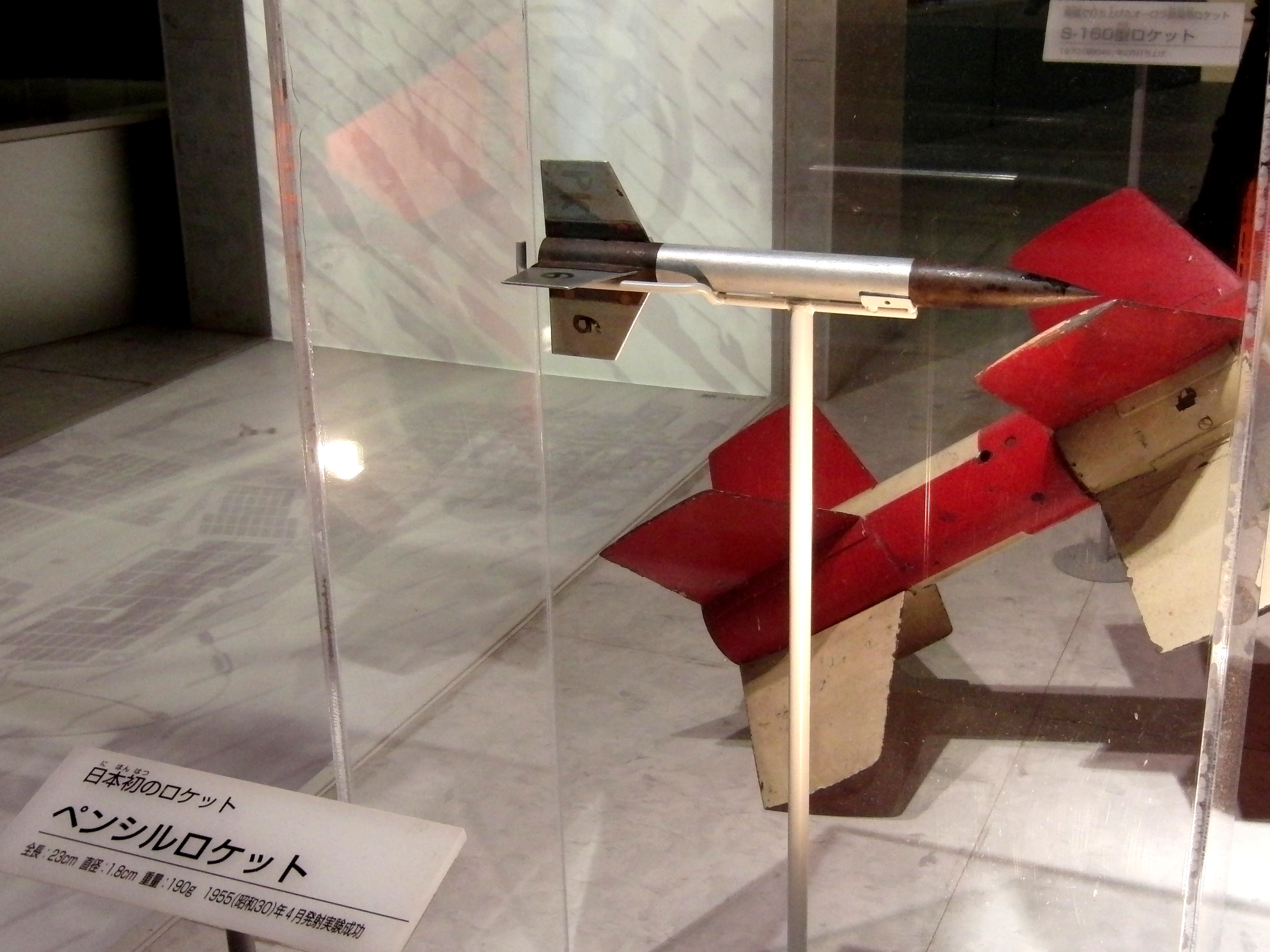
ペンシルロケット（国立科学博物館の展示）

東大生研の工学博士糸川英夫を中心とするAVSA研究班によって研究の始まった『ペンシルロケット』は、1955年（昭和30年）4月12日、東京都国分寺の廃工場跡地で水平発射公開実験に成功。その後、千葉の生研実験場に場所を移して水平発射実験を継続した。
水平発射で経験を積んだ後、いよいよ上空へ向けての発射実験（飛翔実験）が行われることとなった。日本には外国のように広い砂漠がないため、飛翔実験を行うにしても海岸から打ち上げて海に落下させるほかないが、当時の海岸は米軍の管理下にあり、発射場として利用可能な場所は日本海側の限られた場所しかなかった。また、船舶や航空機の航路を避けること、漁業への影響が少ないことも求められた。当初、発射場の候補地としては佐渡島と男鹿半島が挙げられていたが、前者は機材の海上輸送に難があると考えられたこと、後者は手狭であったことから選から漏れた。現地調査の過程で、秋田県岩城町の勝手川河口北側の道川海岸が着目され、海岸が十分に広いこと、実験班の宿泊の便が良いことなどから、日本で最初のロケット発射場「秋田ロケット実験場」が開設されるに至った。
上空への打ち上げにあたっては、軌道を光学追跡するために四塩化チタンの発煙剤を搭載、このために全長が300mmに延長された「ペンシル300」が用いられた。
秋田ロケット実験場での最初の飛翔実験は、1955年（昭和30年）8月6日に実施された。14時18分に行われた最初の発射実験は、カウントダウンゼロの瞬間にロケットが発射台から転げ落ち、そのまま点火されたロケットが砂浜上を這いずり回るという、今となっては笑い話のような失敗であった。急遽ロケットの固定方法を改良し、15時32分、同日2回目の発射実験は成功した。到達高度600m、水平距離700m、飛翔時間16.8秒であった。

## ベビーロケット打ち上げ

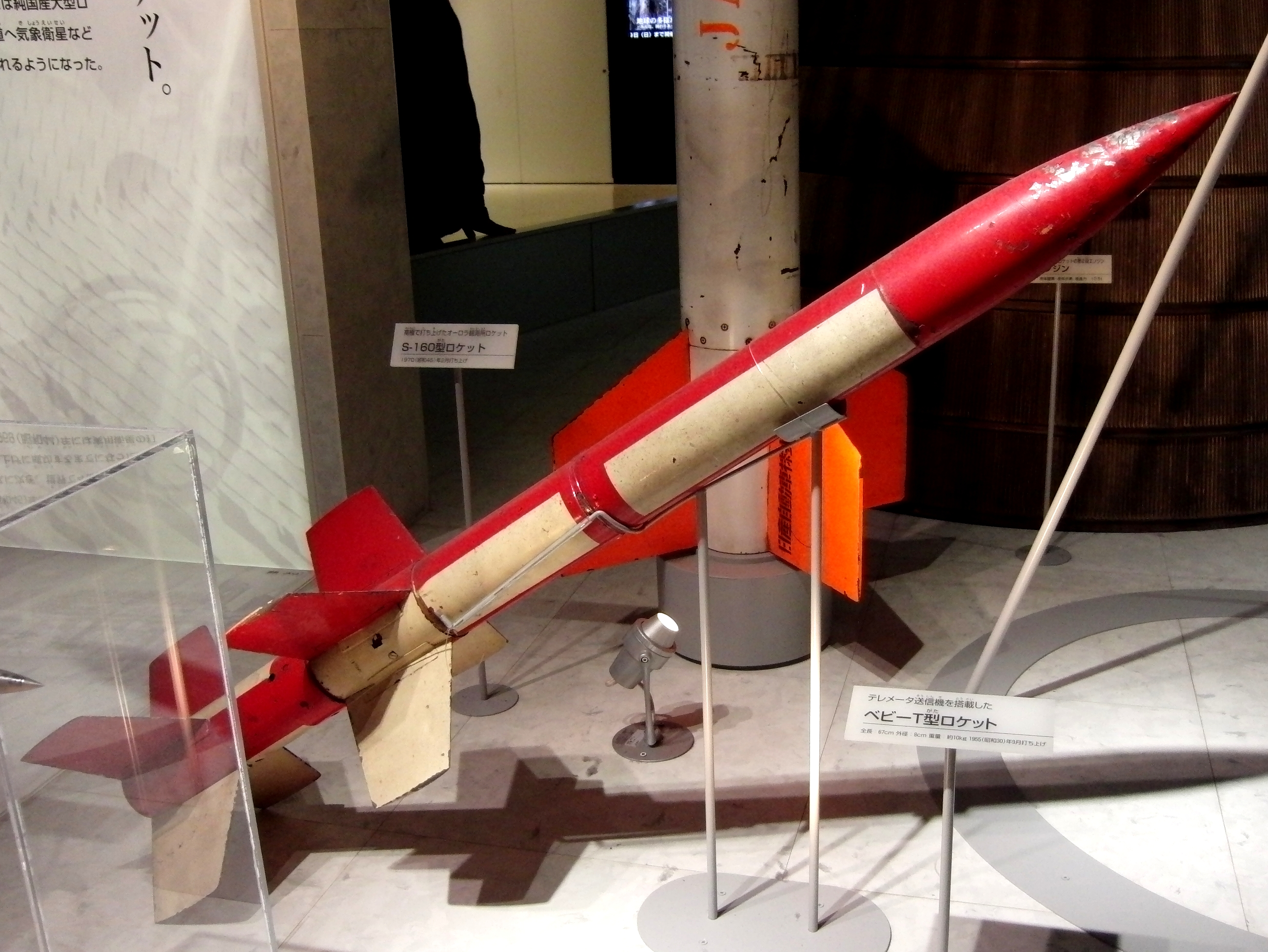
ベビーT型ロケット（国立科学博物館の展示）

ペンシルの飛翔実験は1955年（昭和30年）8月8日で終了し、8月23日からは、全長1.2m、直径80mm、2段式の『ベビーロケット』の発射実験を開始した。
標準型であるベビーS型は、ペンシル300と同様の発煙剤による光学追跡であったが、ベビーT型でテレメータを搭載し電磁気的な追跡が可能となった。またベビーR型では、パラシュートによる機器回収の実験を行った。
ベビーロケットは、1955年（昭和30年）12月までに計13機が打ち上げられた。到達高度は6kmであった。

## カッパロケット打ち上げ
1957年（昭和32年）から1958年（昭和33年）にかけての国際地球観測年（IGY）への日本の参加表明を受け、文部省（現・文部科学省）は、大気圏上層観測のために高度100kmまで到達可能なロケットの開発を糸川に打診、1956年（昭和31年）1月、東大生研へ正式に協力要請が下された。ペンシルおよびベビーで経験を積んだAVSA研究班は、本格的な観測用ロケット『カッパ（K）ロケット』の開発に着手した。
ベビーよりも大型となるカッパを打ち上げるにあたって、発射場は勝手川河口北側500mの海岸へと移された。1956年（昭和31年）9月24日、K-1型が初飛翔。到達高度は10kmであった。
カッパの開発は必ずしも順風満帆ではなかったが、1958年（昭和33年）9月、K-6型が高度60kmに到達した。当初目標の高度100kmには及ばなかったものの、この観測データをもって日本はIGY参加の責務を果たした。

## 新実験場建設へ
IGY終了後も、より高い宇宙を目指し改良の続けられたカッパロケットは、1960年（昭和35年）にはK-8型が高度200kmまで達するようになり、このまま飛行高度が上がると、飛翔後の機体が日本海を越えて大陸に落下する恐れが出てきた。たとえ陸上に落下せずとも、李承晩ラインの存在していた当時、これを超えて大韓民国側海上に落下することがあっても問題となりかねなかった。道川からの打ち上げは高度300〜350kmが限界とされた。
この頃には在日米軍による海岸の利用制限も緩和されていたため、飛行高度の制約を解消するべく、太平洋側に新しい実験場を建設することとなり、1年近くかけて糸川英夫自ら足を運び候補地を検討した結果、鹿児島県肝属郡内之浦町（現・肝付町）に白羽の矢が立ち、1962年（昭和37年）2月、「鹿児島宇宙空間観測所（現・内之浦宇宙空間観測所）」が着工された（1963年（昭和38年）12月9日開所）。

## K-8-10爆発事故
内之浦への新実験場の建設が決まった後も、東京から近い地の利を有し、梅雨の期間が短いために夏季の実験・観測に有利である秋田ロケット実験場では、高度300km未満に限定のうえ継続して飛翔実験を行う予定だった。しかし1962年（昭和37年）5月24日夜、K-8型10号機が打ち上げ直後に爆発、周囲を巻き込んで火災を発生させる事故が起こった（固体推進剤内にクラックが生じていたことによる異常燃焼が原因とされている）。死傷者は出なかったものの、事故を機に地元の協力が得られなくなり、安全対策にかかる費用の問題もあり、道川での発射実験は全て中止、実験場閉鎖へと追い込まれた。以後の東大によるロケット飛翔実験は内之浦へ全面的に移行することとなる。1955年（昭和30年）から1962年（昭和37年）にかけて秋田ロケット実験場から打ち上げられたロケットは、計88機であった。
なお、東大の道川からの撤退に際し、秋田県は何らかの代替施設を県内に設けることを東大に要望、これを受けて1962年（昭和37年）10月、能代市にロケットモーターの地上燃焼実験施設「能代ロケット実験場」が開設された。

## NAL-7ロケット打ち上げ
1965年（昭和40年）5月及び9月、航空宇宙技術研究所（NAL）は基礎データ取得を目的としてNAL-7ロケット計14機の打ち上げ実験を、東大が撤退した後の秋田ロケット実験場で行った。これはNALによる初めての打ち上げ実験であり、同時に秋田ロケット実験場で実施された最後の打ち上げ実験でもあった。その後NALの打ち上げ実験は種子島宇宙センター竹崎射場へと移行した。

## 現在の道川海岸
現在の秋田ロケット実験場跡地には、当時の施設類は一切現存していない。岩城町が建立した「日本ロケット発祥記念之碑」のみが、日本の宇宙開発最初期の舞台であった歴史を今に伝えている。